# Menhir von Martinshöhe
Der Menhir von Martinshöhe (auch als Römerstein, Gollenstein oder ’S Theiße Stään bezeichnet) ist ein Menhir in Martinshöhe im Landkreis Kaiserslautern in Rheinland-Pfalz.

## Lage
Der Stein stand ursprünglich östlich von Martinshöhe auf dem Rösberg an der Grenze zu Langwieden. Später wurde er an eine Straße im Ort umgesetzt. Einige Zeit später wurde er auf die gegenüberliegende Straßenseite vor das Haus der Familie Theiß versetzt; daher stammt die Bezeichnung „’S Theiße Stään“. Wohl in den 1940er Jahren wurde er an seinen heutigen Standort verbracht. Er steht in einer kleinen Parkanlage nahe der Einmündung der Straße Am Wasserturm in die Zweibrücker Straße.

## Beschreibung
Der Menhir besteht aus rotem Sandstein. Er hat eine Höhe von 250 cm, eine Breite von 100 cm und eine Tiefe von 60 cm. Er war ursprünglich angeblich doppelt so hoch und wurde bei seiner zweiten Umsetzung verkürzt. Der Stein ist pfeilerförmig und läuft in einer keilförmigen Spitze aus. Seine Oberfläche ist stark verwittert. Im oberen Bereich weist er vertikale Erosionsrinnen auf. Er soll angeblich die Inschrift „SPQR“ getragen haben, wovon sich die Bezeichnung „Römerstein“ ableitet. Diese Inschrift war aber schon in den 1940er Jahren nicht mehr auszumachen.
Er ist in der Liste der Kulturdenkmäler in Martinshöhe eingetragen.